# Fetyszyzm (seksuologia)
Fetyszyzm – rodzaj parafilii seksualnej polegający na uzyskiwaniu satysfakcji seksualnej głównie lub wyłącznie w wyniku kontaktu z obiektem pobudzającym – fetyszem.
W klasyfikacji APA fetyszyzm należy do kategorii zaburzeń preferencji seksualnych (posiada kod F65.0). Szczególnym przypadkiem fetyszyzmu jest transwestytyzm fetyszystyczny (kod ICD-10: F65.1, DSM-IV: 302.81).

## KryteriaDSM-IV
1. Pojawiające się przez przynajmniej sześć miesięcy powracające, silnie podniecające fantazje seksualne, impulsy lub zachowania, dotyczące wykorzystania obiektów nieożywionych.
2. Fantazje, impulsy lub zachowania powodują klinicznie znaczący dyskomfort lub upośledzenie w społecznym, zawodowym lub innym obszarze funkcjonowania.
3. Fetysze nie ograniczają się do elementów garderoby kobiecej, służących przebieraniu się (np. w fetyszyzmie transwestycyjnym) lub urządzeń zaprojektowanych w celu mechanicznej stymulacji narządów płciowych (np. wibratory).

## Problemy definicyjne
Istnieje bardzo wiele definicji oraz linii demarkacyjnych, odróżniających lub łączących fetyszyzm z parafilią. Według klasyfikacji i opisu Amerykańskiego Towarzystwa Psychiatrycznego fetyszyzm jest formą parafilii, czyli zaburzenia preferencji seksualnych a uzyskanie satysfakcji seksualnej dostępne jest niemal wyłącznie w obecności fetyszu.

## Rodzaje fetyszyzmu
Teoretycznie każdy przedmiot lub sytuacja może stać się dla człowieka fetyszem. W literaturze fachowej oraz w mediach często pojawiają się terminy opisujące specyficzne przypadki fetyszyzmu, lecz tylko część z nich ma jakiekolwiek znaczenie medyczne, a część wystąpiła albo tylko w pojedynczych udokumentowanych przypadkach, albo opiera się wyłącznie na przekazach anegdotycznych.
Poniżej znajduje się zestawienie spotykanych terminów:
- agorafilia – bodźcem seksualnym są miejsca publiczne
- pedofilia – reakcje seksualną wywołują dzieci sprzed wieku dojrzewania
- zoofilia – pociąg seksualny w stosunku do innych gatunków zwierząt ze strony człowieka
- akrotomofilia, dysmorfofilia – fetyszem jest okaleczone lub zdeformowane ciało partnera
- autonepiofilia – odgrywanie ról z okresu niemowlęcego
- endytofilia – osiąganiu satysfakcji seksualnej wyłącznie z ubranymi partnerami
- nekrofilia – dewiacja seksualna polegająca na podejmowaniu obcowania płciowego z osobą zmarłą
- koprofilia – bodźcem seksualnym jest kał i czynności związane z nim
- apotemnofilia – fetyszem jest własne okaleczone ciało (zob. też samookaleczenie)
- grawiditofilia – fetyszem jest brzuch ciężarnej kobiety
- klizmafilia – satysfakcja seksualna jest osiągana poprzez wlew doodbytniczy
- pigmalionizm (agalmatofilia) – osiąganie stanu podniecenia płciowego na widok wizerunków, np. zdjęć, rzeźb, obrazów
- podofilia – fetysz związany ze stopami
- urofilia – przedmiotem pożądania seksualnego jest mocz
- heterochromofilia – fetysz związany z odmiennym kolorem skóry partnera[2]
- sthenolagnia (alternatywnie „muscle worship”) – fetysz związany z odczuwaniem satysfakcji seksualnej w przypadku obcowania z wyrzeźbionymi mięśniami
- ozolagnia – fetysz związany z odczuwaniem satysfakcji seksualnej tylko w przypadku kontaktu z zapachami partnera
- fetyszyzm pępka
- worarefilia – fetysz związany z odczuwaniem satysfakcji seksualnej przez fantazjowanie bycia pożeranym, pożerania innych lub obserwowania tego